# S/S City of New York

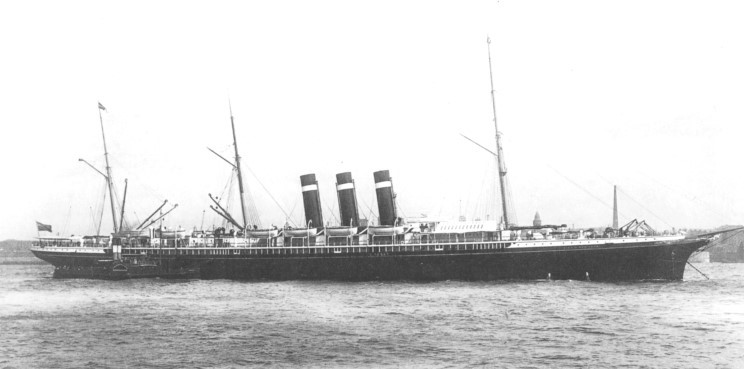
SS City of New York.

SS City of New York var ett brittiskt fartyg byggt för rederiet Inman Line som gick i expresstrafik över Atlanten. Hon sjösattes i mars 1888 och var i tjänst fram till 1922. Hon tog över 1700 passagerare i tre klasser. När Inman Line infogades i amerikanska bolaget American Line kortades fartygets namn till New York. Fartyget rivaliserade under 1900-talets början framförallt med White Star Lines fartyg Majestic och Teutonic. New York var systerfartyg till det nästan identiska fartyget S/S City of Paris som en kort tid erövrade Atlantens blå band.
1903 uppdaterades fartygets ångmaskiner, samtidigt som en av hennes tre skorstenar togs bort. I april 1912 var fartyget nära att kollidera med RMS Titanic. Fartyget lossnade från sina förtöjningar i Southampton och drev mot Titanic, men kapten Smith på Titanic lyckades undvika en kollision. 1913 byggdes fartyget om och man tog inte längre första klass-passagerare. Under första världskriget kunde hon som neutralt flaggat fartyg göra säkra resor över Atlanten, fram till det att USA drogs in i kriget och hon användes under en kort period som truppskepp. Fartyget skrotades 1923 i den italienska staden Genua efter att under sina sista år haft flera olika ägare.